# Achaea albicilia
Achaea albicilia là một loài bướm đêm thuộc họ Erebidae. Nó được tìm thấy ở Châu Phi, bao gồm Ghana và Sierra Leone.
Ấu trùng ăn xoài.